# Cui Liang
Cui Liang (chiń. 崔亮; ur. 24 marca 1986) – chiński łyżwiarz szybki, specjalizujący się w short tracku, medalista mistrzostw świata seniorów i juniorów.

## Osiągnięcia
| Rok | Zawody                       | Miasto      | Miejsce | Konkurencja | Wynik    | Źródło |
| --- | ---------------------------- | ----------- | ------- | ----------- | -------- | ------ |
| 2004 | Mistrzostwa świata juniorów  | Pekin       | 10.     | wielobój    | 3        | [ 1 ]  |
| 2005 | Mistrzostwa świata juniorów  | Belgrad     | 4.      | wielobój    | 39       | [ 2 ]  |
| 2005 | Mistrzostwa świata juniorów  | Belgrad     | 2.      | sztafeta    | 2:50,189 | [ 2 ]  |
| 2005 | Drużynowe mistrzostwa świata | Chuncheon   | 3.      | –           | 24       | [ 3 ]  |
| 2006 | Mistrzostwa świata           | Minneapolis | 2.      | sztafeta    | 6:50,332 | [ 4 ]  |
| 2006 | Drużynowe mistrzostwa świata | Montreal    | 3.      | –           | 27       | [ 5 ]  |
| Pochyloną czcionką oznaczono wynik z ostatniego etapu danej konkurencji, z udziałem tego samego zawodnika/zawodników, z wykluczeniem etapu finałowego. Wartości cyfrowe podawane w nawiasie, w wynikach uzyskiwanych w konkurencji wieloboju, oznaczają sumę pozycji zajmowanych w klasyfikacji końcowej na dystansie 500, 1000 i 1500 metrów. Wartość PEN oznacza karę, której działanie jest praktycznie tożsame z dyskwalifikacją. |                              |             |         |             |          |        |